# Eurata dallasi
Eurata dallasi är en fjärilsart som beskrevs av Orfila 1931. Eurata dallasi ingår i släktet Eurata och familjen björnspinnare. Inga underarter finns listade i Catalogue of Life.